# Plécanatide
Le plecanatide est un médicament de type laxatif et vendu sous le nom de marque Trulance.

## Mode d'action
l agit en activant la guanylate cyclase-C qui augmente la libération de chlorure et de bicarbonate dans les intestins.

## Usage médical
Le plecanatide est un médicament utilisé pour traiter la constipation idiopathique chronique  et la constipation due au syndrome du côlon irritable . Le médicament est pris par voie orale.

## Effets secondaires
Les effets secondaires de ce médicament comprennent une diarrhée. Son utilisation n'est pas recommandée chez les enfants. La sécurité de ce médicament pendant la grossesse n’est pas claire. I

## Histoire
Le médicament   a été approuvé pour un usage médical aux États-Unis en 2017. Aux États-Unis, cela coûte environ 470 dollars américains par mois.